# Список ботанічних садів

## Австралія
- Австралійський ботанічний сад Маунт-Аннан, Сідней
- Австралійський національний ботанічний сад, Канберра
- Ботанічний сад Аделаїди, Аделаїда
- Ботанічний сад Балларата, Балларат, Вікторія
- Ботанічний сад Блакитних гір, Маунт-Томах, Новий Південний Уельс
- Ботанічний сад Брисбена (Маунт-Кут-Тха), Брисбен
- Ботанічний сад Вагга-Вагга, Вагга-Вагга, Новий Південний Уельс
- Джилонзький ботанічний сад, Джилонг, Вікторія
- Ботанічний сад Маунт-Лофті, Аделаїда
- Ботанічний сад Олбері, Олбері, Новий Південний Уельс
- Королівський ботанічний сад, Кренбурн
- Королівський ботанічний сад, Мельбурн
- Королівський ботанічний сад, Сідней
- Королівський ботанічний сад Тасманії, Гобарт
- Міський ботанічний сад, Брисбен
- Регіональний ботанічний сад (Голд-Кост), Голд-Кост

## Австрія
- Пачеркофельський Альпійський сад - Інсбрукський університет
- Ботанічний сад Інсбруцького університету, Інсбрук
- Лінцький ботанічний сад, Лінц
- Ботанічний сад Віденського університету, Відень
- Пальмова оранжерея Шенбрунна, Відень

## Албанія
- Ботанічний сад Тирани

## Арґентина
- Administración de Parques Nacionales
- Arboretum Guaycolec y Arboretum de la Facultad de Recursos Naturales
- Asociación Civil Los Algarrobos
- Bosque Autóctono "El Espinal"
- Facultad de Ciencias Forestales, Universidad Nacional de Misiones
- Fundación Cultural Argentino Japonesa
- Jardín Agrobotánico de Santa Catalina
- Біологічний сад Америки
- Jardín Botánico "Arturo E. Ragonese"
- Ботанічний сад Буенос-Айреса
- Jardín Botánico de Chacras de Coria
- Ботанічний сад Кордови (Аргентина), Кордова
- Jardín Botánico de la Ciudad de Corrientes
- Jardín Botánico de la Facultad de Agronomía de Azul
- Jardín Botánico de la Facultad de Ciencias Agrarias de Esperanza
- Jardín Botánico de la Facultad de Ciencias Forestales de la U.N.S.E.
- Jardín Botánico de la Fundación Miguel Lillo
- Jardín Botánico de la Patagonia Extra-andina
- Jardín Botánico "Dr Miguel J Culaciati"
- Jardín Botánico "El Viejo Molino"
- Jardín Botánico EMETA Chamical
- Jardín Botánico Ezeiza
- Jardín Botánico "Gaspar Xuarez", Universidad Católica de Córdoba
- Jardín Botánico Municipal de San Carlos Centro
- Jardín Botánico Municipal y Area de Emprendimientos Productivos
- Jardín Botánico Oro Verde
- Jardín Botánico Pillahuincó
- Jardín Botánico "Tierra del Sur"
- Jardín Botánico Universidad Nacional de San Luis
- Jardín de Aclimatación del Arido Patagónico
- Ботанічний сад Катамарки, Катамарка
- Museo de Ciencias Naturales "Augusto G Schulz"
- Red Argentina de Jardines Botánicos

## Бангладеш
- Національний ботанічний сад Бангладеш, Мірпур, Дакка
- Сади Балда, Варі, Дакка

## Барбадос
- Ботанічний сад Андромеда

## Беліз
- Ботанічний сад Белізу

## Бельгія
- Антверпенський ботанічний сад
- Національний ботанічний сад Бельгії - Мейс (муніципалітет)
- Arboretum Kalmthout - Kalmthout
- Hortus Botanicus Lovaniensis - Левен
- Bokrijk Arboretum
- Arboretum Provinciaal Domein Het Leen
- Ботанічний сад Гентського університету[1]
- Ботанічний сад Льєжа

## Бенін
- Ботанічний сад Папатії

## Бермуди
- Бермудський ботанічний сад

## Білорусь
- Центральний ботанічний сад Національної академії наук Білорусі, Мінськ[2]
- Ботанічний сад біологічного факультету БДУ, Мінськ

## Болгарія
- Ботанічний сад Софійського університету, Балчик
- Ботанічний сад Софійського університету, Варна
- Ботанічний сад Софійського університету, Софія
- Ботанічний сад Болгарської академії наук, Софія
- Ботанічний сад Університету лісового господарства, Софія

## Ботсвана
- Національний ботанічний сад Ботсвани[3]

## Бразилія
- Ботанічний сад Ресіфі
- Парк Дойс-Ірманос
- Instituto Plantarum, Сан-Паулу
- Fundação Zoobotânica, Porto Alegre
- Fundação Zoo-Botânica de Belo Horizonte(Zoo-botanical foundation of Belo Horizonte), Belo Horizonte
- Ботанічний сад Куритиби, Куритиба
- Ботанічний сад Сан-Паулу, Сан-Паулу
- Ботанічний сад Ріо-де-Жанейро, Ріо-де-Жанейро
- Núcleo de Pesquisa e Desenvolvimento Jardim Botânico, Campinas

## Велика Британія
- Аптекарський сад Челсі
- Ботанічний сад Белфаста
- Ботанічний сад Глазго
- Національний ботанічний сад Уельсу
- Проект Едем
- Королівські ботанічні сади в К'ю

## Венесуела
- Меридський ботанічний сад
- Каракаський ботанічний сад

## В'єтнам
- Сайгонський зоологічний і ботанічний сад
- Ханойський ботанічний сад

## Вірменія
- Єреванський ботанічний сад
- Іджеванський ботанічний сад
- Степанаванський дендропарк
- Степанакертський ботанічний сад

## Гамбія
- Ботанічний сад Бакау

## Гватемала
- Ботанічний сад Гватемали

## Гібралтар
- Гібралтарський ботанічний сад

## Грузія
- Бакуріанський ботанічний сад, Інститут ботаніки імені Н. Кецховелі Грузинської академії наук, Бакуріані
- Батумський ботанічний сад Грузинської академії наук, Батумі
- Національний ботанічний сад Грузії, Тбілісі
- Сухумський ботанічний сад, Сухумі
- Зугдідський ботанічний сад, Зугдіді

## Ґондурас
- Lancetilla Botanical Garden, Tela

## Данія
- Орхуський ботанічний сад, Орхус
- Ботанічний сад Копенгагенського університету, Копенгаген
- Københavns Universitet (University of Copenhagen), Copenhagen
  - Botanisk Have, (University of Copenhagen Botanical Garden), Central campus
  - Forstbotanisk Have (Forestry Botanical Garden), Charlottenlund, Northern campus
  - Arboretet, Hørsholm

## Домініка
- Ботанічний сад Домініки, Розо

## Домініканська Республіка
Національний ботанічний сад Санто-Домінго, Санто-Домінго

## Еквадор
- FundRAE - Reserva Etnobotánica Cumandá
- Ботанічний сад Кіто

## Естонія
- Талліннський ботанічний сад, Таллінн
- Ботанічний сад Тартуського університету, Тарту

## Зімбабве
- Ewanrigg Botanical Gardens
- Bvumba Botanical Gardens
- Національний ботанічний сад (Зімбабве)

## Ізраїль
- Ein Gedi
- Єрусалимський ботанічний сад, Єрусалим
- Ізраїльський Національний ботанічний сад, Єрусалим

## Індія
- Індійський ботанічний сад, Хаура

## Індонезія
- Богорський ботанічний сад, Богор
- Cibodas Botanical Gardens, Cianjur, West Java
- Purwodadi Botanic Garden, East Java
- Ботанічний сад Балі, Балі
- Ботанічний сад Сукорамбі, Сукорамбі

## Іран
- Eram Botanical Garden, Шираз
- Jahanara Botanical Garden, Тегеран
- Національний ботанічний сад Ірану, Chitgar area, Тегеран
- Noshahr Botanical Garden, Noshahr
- Mashhad Botanical Garden, Mashhad

## Ірландія
- Ботанічний сад Белфаста, Белфаст (Північна Ірландія відноситься до Великої Британії)
- Ірландський національний ботанічний сад, Гласневін, Дублін

## Ісландія
- Ботанічний сад Рейк'явіка, Рейк'явік
- Ботанічний сад Акурейрі, Акурейрі

## Іспанія
- Ботанікактус, Мальорка
- Сольєрський ботанічний сад, Сольєр, Мальорка
- Jardín botánico de Padrón A Coruña, Padrón
- Parque de la Florida Álava, Vitoria
- Arboretum La Alfaguara Alfacar, Ґранада
- El Huerto del Cura Alicante, Elche
- Кактусландія, Аліканте
- Jardín Botánico del Albardinar, Níjar, Almería
- Jardín Botánico Atlántico Asturias, Gijón
- Барселонський ботанічний сад, Барселона
- Jardín Botánico de Coria Cáceres, Coria
- Jardín Botánico El Castillejo, Кадіс
- Jardín Botánico Canario Viera y Clavijo, Лас-Пальмас-де-Гран-Канарія
- Palmetum of Santa Cruz de Tenerife, Санта-Круз-де-Тенерифе
- Jardín de Aclimatación de la Orotava, Пуерто-де-ла-Крус
- Парк кактусів, Канарські острови, Тенерифе
- Jardín de Cactus Guatiza - Teguise Канарські острови, Lanzarote
- Zoo Botánico de Jerez Кадіс, Херес-де-ла-Фронтера
- Ботанічний сад Кордови, Кордова
- Jardín Botánico Marimurtra Gerona, Blanes
- Jardín Botánico Pinya de Rosa Gerona, Blanes
- Jardín Botánico de la Cortijuela, Ґранада
- El Jardín Botánico Iturrarán Guipúzcoa
- Королівський ботанічний сад Мадрида, Мадрид
- Jardín Botánico Juan Carlos I, Universidad de Alcalá Мадрид, Алькала-де-Енарес
- Jardín Botánico-Histórico la Concepción, Малага
- Jardín Botánico Mundani, Majorca
- El Jardín Botánico del Malecón, Мурсія
- El Arboreto Carambolo, Севілья
- Zoo de Matapozuelos, Вальядолід
- Ботанічний сад Валенсії, Валенсія

## Італія
- Альпінія (ботанічний сад)
- Вілла Паллавічіно (ботанічний сад)
- Ботанічний сад «Вілла Таранто» (Вербанія)
- Острів Мадре (ботанічний сад)

## Кабо-Верде
- Національний ботанічний сад Грандво Барбоза

## Камерун
- Ботанічний і зоологічний сад м. Лімбе

## Канада
- Монреальський ботанічний сад
- Ботанічний сад провінції Нью-Брансвік
- Ботанічний сад Аллан
- Ботанічний сад Ван Дусена
- Королівський ботанічний сад (Онтаріо)
- Сади Бутчартів

## Кенія
- Ботанічний сад Найробі
- Дендрарій Найробі

## Китай
- Гонконзький зоологічний і ботанічний сад
- Шеньянський ботанічний сад, Ляонін
- Nanjing Botanical Garden, Men. Sun Yat-Sen
- Xishuangbanna Tropical Botanical Garden, Юньнань
- Ліцзянський високогірний ботанічний сад, Юньнань
- Уханьський ботанічний сад, Ухань
- Пекінський ботанічний сад
- Люшанський ботанічний сад, Цзянсі
- Південнокитайський ботанічний сад, Гуанчжоу

## Колумбія
- Red Nacional de Jardines Botánicos de Colombia
- Jardín Botánico del Pacífico, Chocó
- Jardín Botánico del Quindio [Архівовано 8 січня 2008 у Wayback Machine.]
- Боготський ботанічний сад
- Fundación Jardín Etnobotánico Villa Ludovica
- Jardín Botánico de Cali
- Ботанічний сад Сан-Андреса

## Коста-Рика
- Ботанічний сад Ланкестер

## Куба
- Кубинський національний ботанічний сад, Гавана
- Ботанічний сад Сьєнфуегоса, Сьєнфуегос

## Латвія
- Ботанічний сад Латвійського університету, Рига
- Національний ботанічний сад Латвії, Саласпілс

## Литва
- Ботанічний сад Вільнюського університету, Вільнюс
- Каунаський ботанічний сад, Каунас
- Ботанічний сад Клайпедського університету, Клайпеда
- Паланзький ботанічний парк, Паланга

## Маврикій
- Curepipe Botanic Gardens
- Ботанічний сад імені сера Сівусагура Рамгулама

## Малайзія
- Cameron Highlands Botanical Park, Cameron Highlands
- Labuan Botanical Garden, Labuan
- Melaka Botanical Garden, Malacca
- Пенанзький ботанічний сад, Пенанг
- Kuching Aquarium and Botanical Garden, Kuching
- National Botanical Garden, Shah Alam
- Putrajaya Botanical Gardens, Putrajaya
- Rimba Ilmu Botanic Gardens, Куала-Лумпур
- Taiping Botanical Gardens, Taiping
- UMS Botanical Garden, Kota Kinabalu
- Zaharah Botanical Gardens, Johor Bahru

## Мексика
- Alta Cima Botanical Garden
- Asociación Mexicana de Jardines Botánicos
- Jardín Botánico Campo Experimental "Todos Santos"
- Jardín Botánico Conunitario
- Ботанічний сад Акапулько, Акапулько
- Ботанічний сад Вальярти, Пуерто-Вальярта
- Етноботанічний сад Оахаки, Оахака-де-Хуарес
- Jardín Botánico de Ciceana
- Jardín Botánico de la FES, Cuautitlán-UNAM
- Jardín Botánico del Instituto de Biología (UNAM)
- Jardín Botánico de Universidad Juárez del Estado de Durango
- Jardín Botánico "Dr Alferdo Barrera Marín"
- Jardin Botánico "El Charco del Ingenio"
- Jardín Botánico Francisco Javier Clavijero
- Jardín Botánico "Ignacio Rodríguez de Alconedo"
- Jardín Botánico "Jerzy Rzedowski Rotter"
- Jardín Botánico Regional "Cassiano Conzatti" de CIIDIR-IPN-Oaxaca
- Jardín Botánico Regional de Cadereyta "Ing. Manuel González de Cosío"
- Jardín Botánico Regional "El Soconusco"
- Jardín Botánico Regional Xiitbal nek'
- Jardín Botánico "Rey Netzahualcóyotl"
- Jardín Etnobotánico 'Francisco Peláez R'
- Jardín Etnobótanico Museo de Medicina Tradicional y Herbolaria del INAH
- Jardín Etnobotánico Tzapoteca
- Proyecto Jardín Botánico del Desierto Chihuahuense

## Молдова
- Кишинівський ботанічний сад
- Республіканський Ботанічний сад Придністровської Молдавської Республіки

## Монако
- Екзотичний сад Монако

## Монголія
- Ботанічний сад Улан-Батора

## М'янма
- National Botanical Gardens, Pyin U Lwin, Mandalay Division

## Нігерія
- Сади Агоді

## Нідерланди
- Arboretum Trompenburg, Роттердам
- Botanical and Experimental Garden of the Radboud University of Nijmegen
- Botanische Tuinen (Utrecht), Утрехт
- Botanische Tuin (TU Delft), Technische Universiteit Delft
- Амстердамський ботанічний сад
- Hortus Botanicus (VU Amsterdam), Vrije Universiteit, Amsterdam
- Лейденський ботанічний сад
- Hortus Haren [Архівовано 24 липня 2011 у Wayback Machine.], Haren
- Pinetum Blijdenstein [Архівовано 25 березня 2022 у Wayback Machine.], Hilversum
- Von Gimborn Arboretum, Doorn

## Німеччина
- Ботанічний сад Берліна
- Ботанічний сад Дрездена
- Європейський розарій
- Ботанічний сад Франкфурта-на-Майні
- Флора, Кельн

## Нова Зеландія
- Ботанічний сад Крайстчерча, Крайстчерч
- Ботанічний сад Данідіна, Данідін
- Oamaru Botanic Gardens, Oamaru
- Otari-Wilton's Bush, Веллінгтон
- Timaru Botanic Gardens, Timaru
- Ботанічний сад Веллінгтона, Веллінгтон

## Норвегія
- Ботанічний сад та дендрарій Бергенського університету, Берген
- Ботанічний сад університету Осло, Осло
- Ringve botanical garden, Trondheim
- Арктично-альпійський ботанічний сад, Тромсьо

## Панама
- Jardin Botanico Summit Summit Gardens

## Перу
- Ботанічний сад лікарських рослин Ліми
- Jardín Etnobotánico Nugkui
- Jardín Etnobotánico Pisaq

## Південно-Африканська Республіка
- Ботанічний сад Північно-Західного університету, Potchefstroom
- Botanical Garden University of Stellenbosch, Stellenbosch
- Drakensberg Botanic Garden, Harrismith
- Дурбанський ботанічний сад, Дурбан
- Free State National Botanical Garden, Bloemfontein
- The Garden Route Botanical Garden, George
- Harold Porter National Botanical Garden, Betty's Bay
- Йоганнесбурзький ботанічний сад, Emmarentia, Йоганнесбург
- Karoo Desert National Botanical Garden, Worcester
- Kirstenbosch National Botanical Garden, Кейптаун
- Pietermaritzburg National Botanical Garden, Pietermaritzburg
- Lowveld National Botanical Garden, Nelspruit
- Manie van der Schijff Botanic Garden, Преторія
- Національний ботанічний сад Преторії, Преторія
- University of KwaZulu-Natal Botanical Garden
- Walter Sisulu National Botanical Garden, Йоганнесбург

## Південна Корея
- Bunjae Artpia, Jeju-do

## Північна Корея
- Корейський центральний ботанічний сад

## Польща
- Бидгощський ботанічний сад, Бидгощ
- Ботанічний сад в Олівії, Гданськ
- Краківський ботанічний сад, Краків
- Лодзький ботанічний сад, Лодзь
- Люблінський ботанічний сад, Люблін
- Ботанічний сад Варшавського університету, Варшава
- Ботанічний сад Польської академії наук, Варшава
- Вроцлавський ботанічний сад, Вроцлав
- Закопанський ботанічний сад, Закопане
- Познанський ботанічний сад, Познань
- Голубенський ботанічний сад, Кашубщина
- Зеленогурський ботанічний сад, Зелена Гура
- Міський ботанічний сад у Забже, Забже
- Ботанічний сад у Грудзьондзі, Грудзьондз

## Португалія
- Tropical Botanic Garden, Лісабон
- Ботанічний сад університету Коїмбри, Коїмбра
- Ботанічний сад Лісабонського університету, Лісабон
- Ботанічний сад Мадейри, Мадейра, website [Архівовано 8 березня 2022 у Wayback Machine.]
- MIDAS Botanic Garden [Архівовано 3 березня 2016 у Wayback Machine.], Alto Minho, Northern Portugal
- Jardim António Borges, Ponta Delgada

## Пуерто-Рико
- Сан-Хуанський ботанічний сад

## Росія
- Ботанічний сад Ботанічного інституту ім. В. Л. Комарова РАН, Санкт-Петербург
- Ботанічний сад Іркутського державного університету [Архівовано 20 липня 2011 у Wayback Machine.]
- Ботанічний сад РАН, Москва
- Ботанічний сад московського державного університету, Москва
- Ботанічний сад Першого МДМУ імені І. М. Сеченова, Москва
- Таганрозький ботанічний сад, Таганрог
- Список ботанічних садів Росії
- Аптекарський город
- Головний ботанічний сад ім. М. В. Цицина РАН
- Горно-Алтайський ботанічний сад
- Полярно-альпійський ботанічний сад-інститут
- Ботанічний сад-інститут Далекосхідного відділення РАН
- Ботанічний сад Маріийського державного технічного університету
- Ботанічний сад Балтійського федерального університету імені І. Канта
- Ботанічний сад Тверського державного університету
- Сибірський ботанічний сад
- Сочинський дендрологічний парк
- Чебоксарський ботанічний сад
- Ботанічний сад Петрозаводського державного університету
- Ботанічний сад Самарського державного університету
- Ботанічний сад Санкт-Петербурзького державного університету
- Ботанічний сад-інститут Уфимського наукового центру РАН
- Центральний сибірський ботанічний сад
- Південно-Сибірський ботанічний сад
- Парк «Південні культури»

## Румунія
- Бухарестський ботанічний сад
- Eutopia Gardens - Arad
- Grădina Botanică din Arad
- Клуж-Напоцький ботанічний сад, Клуж-Напока
- Botanical Garden of Craiova
- Grădina Botanică din Galaţi
- Botanical Garden of Iaşi
- Grădina Botanică din Jibou
- Grădina Botanică din Târgu-Mureş
- Ботанічний сад Тімішоари
- Grădina Botanică din Tulcea

## Сент-Вінсент і Ґренадини
- Сент-Вінсентський ботанічний сад

## Сербія
- Ботанічний сад "Євремовац", Белград

## Сингапур
- Сінгапурський ботанічний сад
- Сади біля затоки

## Словаччина
- Ботанічний сад Університету Коменського
- Botanická zahrada (Banská Štiavnica)
- Ботанічний сад Університету П.Й. Шафарика, Кошиці  [Архівовано 18 січня 2011 у Wayback Machine.]
- Botanická záhrada pri SPU v Nitre  [Архівовано 5 лютого 2016 у Wayback Machine.]
- Lesnícke arborétum Kysihýbel, Banská Štiavnica
- Arborétum Mlyňany SAV, Tesárske Mlyňany
- Arborétum Borová hora, Zvolen, miestna časť Borová hora
- Arborétum Liptovský Hrádok, Liptovský Hrádok

## Словенія
- Ботанічний сад Любляни  [Архівовано 26 березня 2022 у Wayback Machine.]

## США
- Гавайський тропічний ботанічний сад
- Сади Беллінграта
- Гантінгтонський пустельний сад
- Ботанічний сад Міссурі
- Нью-Йоркський ботанічний сад
- Пустельний ботанічний сад
- Дендрарій Арнольда
- Дендрарій Коннектикутського коледжу

## Таджикистан
- Памірський ботанічний сад (англ. Pamir Botanical Garden)

## Таїланд
- Ботанічний сад королеви Сірікіт, Chiangmai
- Nong Nooch Tropical Botanical Garden
- Dokmai Garden, Chiangmai

## Таїті
- Ботанічний сад, Papeete

## Тайвань
- Taipei Botanical Garden, Taipei
- Taichung Botanical Garden, Taichung

## Тонґа
- 'Ene'io Botanical Garden, Vava'u

## Туреччина
- Дендрарій Ататюрка, Стамбул

## Тринідад і Тобаго
- Ботанічні сади Скарборо, Тобаго
- Королівські ботанічні сади (Тринідад), Тринідад

## Уганда
- Ботанічні сади Ентеббе

## Угорщина
- Національний ботанічний сад, Вацратот

## Узбекистан
- Ботанічний сад Узбецької академії наук, Ташкент
- Ботанічний сад імені Аміра Темура, Бустон, Каракалпакстан

## Україна
- Дніпровський ботанічний сад
- Криворізький ботанічний сад НАН України
- Донецький ботанічний сад НАН України
- Запорізький міський дитячий ботанічний сад
- Ботанічний сад імені академіка Олександра Фоміна, Київ
- Національний ботанічний сад імені Миколи Гришка НАН України, Київ
- Ботанічний сад Національного аграрного університету, Київ
- Ботанічний сад Львівського національного університету імені Івана Франка
- Ботанічний сад Національного лісотехнічного університету України, Львів
- Ботанічний сад Львівського медичного університету
- Державний Нікітський ботанічний сад УААН, Крим
- Одеський ботанічний сад
- Ботанічний сад Вінницького державного аграрного університету
- Ботанічний сад Подільського державного аграрно-технічного університету, Кам'янець-Подільський
- Ботанічний сад Полтавського національного педагогічного університету імені В.Г.Короленка
- Ботанічний сад Сумського педагогічного університету
- Ботанічний сад Черкаського національного університету
- Харківський ботанічний сад
- Ботанічний сад при ХДУ, Херсон
- Кременецький ботанічний сад
- Асканія-Нова (заповідник) (розділ Ботанічний сад)
- Ужгородський ботанічний сад

## Уругвай
- Роседаль, Монтевідео

## Фіджі
- Сади Турстона

## Фінляндія
Web portal of the Botanic Gardens of Finland
- Ботанічний сад Гельсінського університету[4][5]
- Ruissalon kasvitieteellinen puutarha [Архівовано 21 серпня 2006 у Wayback Machine.], University of Turku, Turku. 5000+ species in- and outdoors.
- Ботанічний сад університету Оулу, Оулу Oulun yliopiston kasvitieteellinen puutarha. [Архівовано 28 грудня 2010 у Wayback Machine.], in English [Архівовано 28 грудня 2010 у Wayback Machine.] University of Oulu, Oulu. 1500 species indoors, 4000 species outdoors.
- Botania - Joensuun yliopiston kasvitieteellinen puutarha, University of Eastern Finland, Joensuu. 900 species.
- Jyväskylän kasvitieteellinen puutarha [Архівовано 5 березня 2005 у Wayback Machine.], in English [Архівовано 27 лютого 2005 у Wayback Machine.], University of Jyväskylä, Jyväskylä.
- Mustila Arboretum [Архівовано 7 лютого 2011 у Wayback Machine.], Elimäki.

## Франція
- Ботанічний сад (Париж)
  - Парк Багатель
  - Отейський оранжерейний сад
  - Квітковий парк
  - Дендрарій школи в Брей
- Сад рослин
- Сад рослин Тулузи

## Хорватія
- Arboretum Trsteno, Дубровник
- Загребський ботанічний сад, Загреб

## Чехія
- Брно
  - Botanická zahrada a arboretum Mendelovy zemědělské a lesnické univerzity v Brně  [Архівовано 18 липня 2011 у Wayback Machine.]
  - Ботанічний сад біологічного факультету Масарикова університету в Брно  [Архівовано 16 грудня 2010 у Wayback Machine.]
- Hradec Králové, Botanická zahrada léčivých rostlin Farmaceutické fakulty UK
- Kostelec nad Černými lesy, Arboretum České zemědělské univerzity v Praze  [Архівовано 12 січня 2008 у Wayback Machine.]
- Liberec, Botanická zahrada Liberec  [Архівовано 17 грудня 2008 у Wayback Machine.]
- Оломоуц
  - Botanická zahrada Univerzity Palackého 
  - Výstaviště Flora Olomouc  [Архівовано 9 лютого 2011 у Wayback Machine.]
- Острава, Ботанічний сад біологічного факультету Остравського університету  [Архівовано 15 січня 2011 у Wayback Machine.]
- Plzeň
  - Zoologická a botanická zahrada 
  - Arboretum Sofronka VÚLHM  [Архівовано 25 вересня 2010 у Wayback Machine.]
- Прага
  - Ботанічний сад Карлового університету  [Архівовано 1 червня 2020 у Wayback Machine.]
  - Ботанічний сад Праги 
  - Praha 9, Malešice Botanická zahrada Malešice
- Průhonice
  - Botanický ústav AV ČR  [Архівовано 2 березня 2011 у Wayback Machine.]
  - Dendrologická zahrada Výzkumný ústav Silva Taroucy pro krajinu a okrasné zahradnictví  [Архівовано 2 березня 2011 у Wayback Machine.]
- Botanická zahrada při SZeŠ  [Архівовано 26 вересня 2010 у Wayback Machine.], Раковник
- Botanická zahrada při VOŠ a SZeŠ , Tábor
- Ботанічний сад міста Тепліце , Тепліце

## Чилі
- Arboretum de la Universidad Austral de Chile
- Ботанічний сад Чагуаль, Сантьяго
- Національний ботанічний сад (Вінья-дель-Мар)
- Ботанічний сад Омара
- Ботанічний сад Чиліфлора  [Архівовано 9 березня 2022 у Wayback Machine.]

## Швейцарія
- Ботанічний сад Базельського університету, Базель
- Бернський ботанічний сад, Берн
- Альпійський ботанічний сад, Champex
- Botanical Garden Schatzalp, Давос
- Ботанічний сад Фрайбурзького університету, Фрайбург
- Ботанічний сад Женеви, Женева
- Jardin Botanique Cantonal Lausanne, Лозанна
- Botanical Garden of the University and City of Neuchâtel, Neuchâtel
- Botanical Garden St. Gallen, St. Gallen
- Ботанічний сад Цюрихського університету, Цюрих
- Ботанічний сад Цюриха, Цюрих
- Китайський сад Цюриха, Цюрих

## Швеція
- Бергіанський ботанічний сад  [Архівовано 29 квітня 2011 у Wayback Machine.], University of Stockholm, Stockholm. 9000 species.
- Ботанічний сад Вісбю
- Гетеборзький ботанічний сад, homepage info in English, Гетеборг. 16000 species outdoors, 4000 species indoors.
- Ботанічний сад Уппсальського університету, Уппсала, in English
- Сад Ліннея[6], Уппсала
- Садиба Ліннея «Hammarby»
- Ботанічний сад Лундського університету , Лунд

## Шрі Ланка
- Ботанічний сад Хакгала
- Henerathgoda Botanical Garden
- Піраденія

## Ямайка
- Castleton Botanical Garden
- Cinchona Botanical Garden
- Ботанічний сад Гоуп

## Японія
- Кіотський ботанічний сад

## Дивись також
- Королівський ботанічний сад
- Перелік аквапарків
- Перелік зоопарків
- Перелік світових туристичних атракцій

## Інтернет-ресурси
- Botanic Garden Conservation International's Garden Search Database [Архівовано 26 грудня 2010 у Wayback Machine.]